# Original Masters
Original Masters è una compilation della band progressive rock inglese Jethro Tull, pubblicata nel 1985 contenente alcuni fra i principali successi nella storia della band fino ad allora. Interessante notare che dalle selezioni manca qualsiasi brano da "This Was" o dalla produzione post 1977. Questa compilation è stata resa famosa perché la qualità audio di alcuni brani ("Aqualung", "Life Is A Long Song") è mediocre. Infatti sul retro della versione su CD si può leggere "La musica su questo Compact Disc è stata in origine registrata su un impianto analogico. Abbiamo cercato di mantenere, per quanto fosse possibile, la qualità audio della registrazione originale. Per questa alta risoluzione, comunque, nel CD possono essere presenti dei difetti audio del nastro originale". La versione di Aqualung è la stessa della compilation M.U. - The Best of Jethro Tull.

## Tracce
1. Living in the Past – 3:18
2. Aqualung – 6:34
3. To Old to Rock 'N' Roll: Too Young to Die – 5:39
4. Locomotive Breath – 4:23
5. Skating Away on the Thin Ice of the New Day – 3:27
6. Bungle in the Jungle – 3:36
7. Sweet Dream – 4:01
8. Songs from the Wood – 4:52
9. Witch's Promise – 3:48
10. Thick as a Brick – 3:00
11. Minstrel in the Gallery – 7:48
12. Life is a Long Song – 3:19